# Doris Day
Doris Mary Ann Kappelhoff (født 3. april 1922, død 13. maj 2019) var en amerikansk sangerinde og skuespiller.
Hun drømte som barn og teenager om at blive balletdanser, men inden hun var 20 år, viste hun sit talent som amatørsanger.
Doris Day fik sit gennembrud i 1944 med sangen "Sentimental Journey". Det blev til mere end 650 pladeindspilninger, og blandt de populæreste var "Secret Love" og "Que Sera Sera".
Hendes filmdebut i Romance on the High Seas fra 1948 var starten til 39 filmindspilninger. De fleste som 'den pæne pige' i lystspil, musicals og i den lettere romantiske genre. Blandt de kendteste er: The Man Who Knew Too Much, Calamity Jane, Tea for Two og Please Don't Eat the Daisies.
Hun medvirkede også i TV og havde sit eget The Doris Day Show fra 1969-73 og Doris Day´s Best Friends 1985-86. Hun udgav i 1975 biografien Her Own Story.
Hun spillede både med sødme, charme og 'ben i næsen' og var en af de populæreste kvindelige skuespillere i USA i 1950'erne og først i 1960'erne.
Efter sit fjerde ægteskab helligede hun sig velgørende arbejde omkring dyr/kæledyr og var med i adskillige amerikanske dyreforeninger. Hun stiftede i 1998 Doris Day Animal Foundation.